# Erich von der Heyde

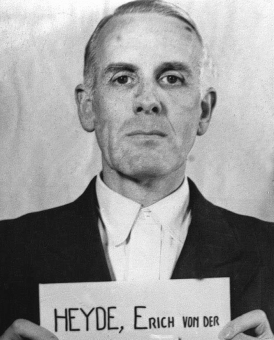
Erich von der Heyde während der Nürnberger Prozesse

Erich von der Heyde (* 1. Mai 1900 in Hongkong; † 5. August 1984) war deutscher Agrarwissenschaftler bei den I.G. Farben, SS-Hauptscharführer und Angeklagter während der Nürnberger Prozesse.

## Leben
Die Familie von der Heyde zog 1906 nach Deutschland, wo Erich von der Heyde nach Beendigung seiner Schullaufbahn im Mai 1918 Militärdienst leistete. Nach dem Ende des Ersten Weltkrieges studierte von der Heyde an der Technischen Hochschule München Agrarwissenschaft. Nach Beendigung seines Studiums war von der Heyde ab 1925 bei einer Hagelversicherung beschäftigt. Ab 1926 war er in Ludwigshafen am Rhein Mitarbeiter der landwirtschaftlichen Abteilung bei den I.G. Farben. Ab 1936 fungierte er bei der wirtschaftspolitischen Abteilung der I.G. Farben als Referent für Stickstoff und Agrarwirtschaft. Ab 1938 war er als Abwehrbeauftragter bei den I.G .Farben gegen Wirtschaftsspionage eingesetzt und kooperierte dabei eng mit der Wehrmacht. 
Heyde, der 1934 der SS beitrat (SS-Nummer 200.180) und in den darauf folgenden zwei Jahren dem SS-Reitersturm angehörte, beantragte im Juli 1937 die Aufnahme in die NSDAP und wurde rückwirkend zum 1. Mai desselben Jahres aufgenommen (Mitgliedsnummer 5.371.425).  Als SS-Hauptscharführer wurde er nach Beginn des Zweiten Weltkrieges ins Reichssicherheitshauptamt zur Spionageabwehr übernommen. Seine Einberufung zur Wehrmacht erfolgte bereits 1940, wo er später bis Kriegsende bei der Wehrwirtschaftlichen Abteilung im Wehrwirtschafts- und Rüstungsamt tätig war.  
Nach Kriegsende wurde Heyde festgenommen und während der Nürnberger Prozesse im I.G.-Farben-Prozess mit 22 weiteren Beschuldigten angeklagt. Sein Verteidiger war Karl Hoffmann. Am 30. Juli 1948 wurde Heyde mit zehn weiteren Angeklagten aufgrund der Beweislage freigesprochen. Heyde war des Raubes, der  Plünderung, des Massenmordes und der Mitgliedschaft in einer verbrecherischen Vereinigung angeklagt worden.